# IBM BigFix
BigFix（ビッグフィックス）は多数のコンピューターを運用管理するためのソフトウェア製品。かつてはBixFix社の製品であったが、2010年に会社ごとIBM社に買収されてIBM BigFixとなり、2018年にBigFixを含む製品がHCLテクノロジーズに買収されてHCL BigFixとなった。

## 歴史
このソフトウェアは、 BigFix社から取得した資産をIBMのポートフォリオに統合した結果であり、サーバー、デスクトップ、ローミング・ラップトップ、およびATMや自社販売店などのPOSデバイスのセキュリティーとコンプライアンスを管理するIBMの機能を拡張します。サービスキオスク   このソフトウェアは、エンドポイントとセキュリティ管理を単一のソリューションに統合し、組織が物理的エンドポイントと仮想エンドポイントを表示および管理できるようにします。 

## 機能
IBM BigFixは以下の機能があります
- エンドポイントの自己評価とポリシー適用のための単一エージェント
- すべてのサーバー、リレー、およびクライアント通信に単一のネットワークポートTCP / UDPポート52311を使用する
- 単一の管理コンソールからほぼリアルタイムの可視性と制御
- 場所、接続の種類、ステータスに関係なく、何十万ものエンドポイントを管理
- 特定のアクションを正確なタイプのエンドポイント設定またはユーザタイプにターゲティングする
- パッチ管理、ソフトウェア配布、OS導入を提供する
- 異種プラットフォームをサポートする
- モバイルデバイス管理を提供する
- 米国標準技術局（NIST）の基準に従って、エンドポイントを自動的に評価し、脆弱性を修正する
- マルウェアやその他の脆弱性からリアルタイムに保護します。

## Fixlets
IBM BigFix、Fixletメッセージは、ソフトウェア、パッチ、および構成を管理対象クライアントにデプロイする方法です。  Fixletメッセージは、Relevance Languageと呼ばれるIBM BigFixの固有の照会言語を使用して、管理者定義の基準を満たすコンピューターにのみ適用されます。  クライアントがその基準を満たしていることが判明した場合、アクションスクリプトと呼ばれるFixletメッセージの別の部分が、適用基準を満たしていないためにクライアントにどのような変更を加えるかを決定します。 

### 関連言語
Relevance Languageは、IBMが購入する前にBigFix、Inc.が作成した照会言語で、BigFixプラットフォームで使用されています。  関連言語の目的は、クライアントのプロパティ（CPU、ディスク容量など）を取得するためのインタフェースを提供することです。  関連言語の価値は、ある程度、WMI、/ Proc、SIMなどのプラットフォーム固有のクエリメカニズムを抽象化することです。  これにより、オペレーターは、サポートされているすべてのプラットフォームで機能する1つの照会言語を学ぶことができます。  プラットフォーム間の互換性に加えて、関連性は非常に効率的なクエリ言語であり、多くの場合、WMIなどのネイティブの代替製品よりも最大で数百倍高速に応答します。 

### アクションスクリプト
Action Script言語は、IBMが購入する前にBigFix、Inc.が作成したスクリプト言語であり、BigFixプラットフォームで使用されています。  アクションスクリプト言語の目的は、クライアントに変更を加えることができるインターフェースを提供することです。  アクションスクリプト言語の価値は、ディレクトリトラバーサル、スクリプト実行、フロー制御など、プラットフォーム固有のスクリプトの違いをある程度抽象化することです。  これにより、オペレータは、サポートされているすべてのプラットフォームで機能する1つのスクリプト言語を習得できます。 

## プラットフォームコンポーネント
コアIBM BigFixプラットフォームは、IBMが提供する追加のコンポーネントを使用して拡張できます。 
ライフサイクル管理のためのIBM BigFixは、パッチ管理、リモート制御、ソフトウェア配布、およびOS導入が含まれます。  パッチ管理には、Microsoft、UNIX、Linux、およびMacintoshオペレーティングシステム用のパッチが含まれています。   リモートコントロールを使用すると、PCやサーバーを監視および制御できます。  ソフトウェア配布は、エンドポイント管理者にパッケージライブラリと自動化ツールキットを提供します。  OS導入は、オペレーティングシステムのイメージングとプロビジョニング、およびオペレーティングシステムの移行機能を提供します。 
パッチ管理用のIBM BigFixは、Microsoft、UNIX、Linux、およびMacintoshの各オペレーティングシステム用のベンダーパッチ、およびAdobe、Google、およびMicrosoftによるサードパーティ製アプリケーション用のパッチが含まれています。 
セキュリティーおよびコンプライアンス用のIBM BigFixは、一般的なSTIG、CIS、およびサード・パーティーのセキュリティー・ベースライン、ネットワークの自己検疫、および取り外し可能なデバイス制御を提供します。 
IBM BigFix Inventoryは、お客様のインフラストラクチャーにインストールされているソフトウェアおよびハードウェアに関する情報を収集します。  Software Use Analysisは、エンドポイントでのアプリケーションの使用状況を追跡して、ライセンス取得済みソフトウェアに必要なライセンスの数と種類を判断します。 
IBM BigFix for Server Automationは、データセンター環境で仮想マシンを構築および管理するためのハイパーバイザー操作を提供します。  さらに、Server Automationコンポーネントは、ミドルウェア管理タスクを実行してクラスター化システムへのオペレーティングシステムのパッチ適用をサポートする機能を提供します。 

## 建築
IBM BigFixシステムは、以下の主要コンポーネントがあります。 
IBM BigFixエージェント　IBM BigFixを使用して管理されているすべてのコンピューターにインストールされます。  エージェントは、「Fixlets」と呼ばれるコンテンツのコレクションにアクセスします。これにより、エージェントは自動的にセキュリティの漏洩、不正な設定、その他の脆弱性を検出して修正できます。  IBM BigFix Agentソフトウェアは、Windows、Linux、Solaris、HP-UX、AIX、およびMacintoshの各オペレーティングシステムで実行できます。 
IBM BigFix Relays　IBM BigFixクライアントとそのサーバーの間のキャッシュとして機能します。  リレーはクライアントがダウンロードするためのパッチ・コンテンツをキャッシュし、リレーはIBM BigFixサーバーに関するクライアント報告を集約します。  IBM BigFixリレーは専用ハードウェア上で稼働する必要はなく、任意の数のクライアントおよびサーバーのオペレーティング・システム上で稼働することができます。  IBM BigFixリレーは、環境内のリレーの階層を考慮して他のリレーにも接続できます。 
IBM BigFixサーバー　アプリケーションサービス、Webサーバー、データベースサーバーなどの相互作用サービスの集まりを提供し、IBM BigFixシステムの中核を形成します。  サーバーは、個々のコンピューターとの間でやり取りされる情報の流れを調整し、その結果をIBM BigFixデータベースに保管します。  IBM BigFixは、複製トポロジーで複数のサーバーをサポートし、高可用性と災害復旧を可能にします。 
IBM BigFix Webレポート　許可されたユーザーが脆弱性、アクションなどを含む管理対象エンドポイントに利用可能なすべての情報を表示できるようにするWebベースのレポート作成モジュールです。  単一のIBM BigFix Webレポートサーバーで、複数のIBM BigFixサーバーからのレポート情報を集約できます。 
IBM BigFixコンソールを使用すると、管理者（オペレーターとも呼ばれる）は、IBM BigFix環境内のすべてのクライアントとサーバーを表示して対話することができます。  IBM BigFixコンソールを使用すると、許可ユーザーはソフトウェアパッチと構成設定を迅速かつ簡単に配布できます。  IBM BigFixコンソールは、IBM BigFixサーバーへのネットワークアクセスがある最新の64ビットWindowsオペレーティングシステムで実行できます。  BigFixはまた、Webブラウザ経由で管理するための新しいWebUIも提供しています。